# オットー・クーシネン
オットー・ヴィレ（ヴィルヘルム）・クーシネン（オットー・ヴィリゲリモヴィチ・クーシネン、Otto Ville (Wilhelm) Kuusinen、露: Отто Вильгельмович Куусинен(Otto Vil'gel'movich Kuusinen)、1881年10月4日 - 1964年5月17日）は、フィンランドおよびソビエト連邦の政治家、革命家、文献史家、詩人。フィンランド内戦後、ソ連に移り、カレロ＝フィン・ソビエト社会主義共和国（カレロ・フィン共和国。後のカレリア自治共和国、現在のロシア連邦カレリア共和国）の指導者やコミンテルン書記を務めた。

## 経歴
ラウカー（中央スオミ県）に生まれた。
1904年フィンランド社会民主党に入党し同党左派で活動した。
1906年穏健派の党議長カーリを倒し、党の主導権を奪取した。
1908年から1913年までフィンランド議会議員に選出され、1911年から1917年まで社会民主党の議長を務めた。
ロシア革命後、1917年フィンランドは独立したが、労働者階級を中心にソビエト連邦への参加を望む一派を率いて社会主義革命運動を指導する。1918年フィンランド人民代表団が抱えていた問題の処理の為にソビエト・ロシアへ赴き、同年フィンランド社会主義労働者共和国を樹立するも内戦でマンネルヘイム将軍率いる白軍によって敗北し短命に終わった。クーシネンはモスクワへ亡命し、フィンランド共産党を結成した。なお、クーシネン亡命後、フィンランド社会民主党は、穏健派の領袖ヴァイノ・ターナーの強力な指導力により党勢を回復した。この過程でクーシネンら左派、過激派に対して内戦敗北の責任が問われることとなった。
ソビエト社会主義共和国連邦成立後は、国際共産主義運動に参加し、コミンテルンフィンランド共産党代表、情報部長、幹部会員を経て、1921年コミンテルン執行委員会書記として運動で重要な役割を果たした。32年テーゼの起草に参加し、日本共産党に対する指導も行った。
フィンランド内戦後、社会主義者、共産主義者に対する国民の憎悪は激しく、多くの左翼がソ連に逃れた。しかし、スターリンによる大粛清は亡命フィンランド人に対しても容赦なく襲い掛かり、1930年代フィンランドに帰国しなかった人々は反革命派、スパイ容疑で逮捕、粛清された。クッレルボ・マンネル、ユラジョ・シロラ、エドバルド・ギュッリングなど、クーシネンと同期の主だった人物はすべて粛清された。クーシネンの妻アイノ・クーシネンも当局に逮捕されている。クーシネン自身は、粛清の対象から外れたため、フィンランド人からは祖国のみならず同胞・同志、そして妻までソ連に売り飛ばした裏切り者としてその名は一層の失墜を免れなかった。

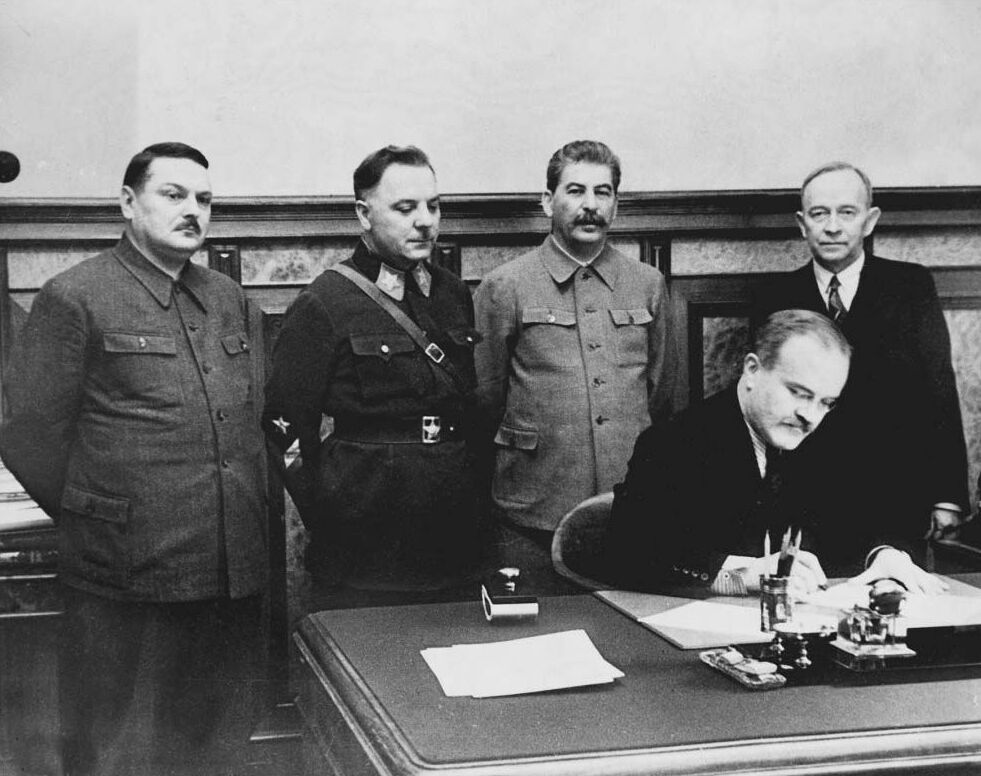
クーシネン（1939年） フィンランド民主共和国とソ連間の協定にサインするソ連外相モロトフの真後ろ、スターリンの右隣に立っている。

1939年、ソ連とフィンランドの間に勃発した冬戦争（ソ・フィン戦争）に呼応し、11月30日ソ連の占領した国境地帯の町テリヨキ（現在のゼレノゴルスキ）に樹立された傀儡政権「フィンランド民主共和国」の首班となった。同年12月2日、クーシネンはクレムリンを訪問してソ連の外相モロトフと会談。両国間で相互援助及び友好に関する条約を締結、調印した。この際、ヨシフ・スターリン書記長も条約をめぐる会談に参加、面識を得ることとなった。
しかし、冬戦争はフィンランド軍のゲリラ戦法で長期化し、ソ連および傀儡政権の目論見は失敗に終わる。1940年3月12日モスクワ講和条約でソビエト連邦構成国であるカレロ＝フィン・ソビエト社会主義共和国（現在のカレリア共和国）に統合され、クーシネンはカレロ･フィン共和国最高会議幹部会議長に就任した。この時期に後にソ連共産党書記長となるユーリ・アンドロポフを引き立てている。
理論家であったクーシネンは、スターリンに演説の執筆とイデオロギーの分野で重用された。1946年ソ連共産党中央委員に選出される。1946年から1953年まで幹部会員（政治局員）。1952年から1957年までソ連最高会議代議員に当選し、幹部会副議長にも選ばれた。
フルシチョフ期にも生き残り、 1957年から1964年まで再びソ連共産党幹部会員、1958年中央委員会書記を務めた。1958年にはソ連科学アカデミー会員にも選出されている。
1964年5月17日にモスクワで死去。死後、他のソビエト指導者と同様、クレムリンの壁墓所に葬られた。

## 評価
クーシネンは同胞たるフィンランド人の間では、内戦で1918年以降祖国を捨てたことに加え、冬戦争でソ連の傀儡政権の首班となったことによりその悪評が増した。クーシネンとフィンランド人の間には相互に嫌悪感が存在し、単独でフィンランド人と会見することはなかったと伝えられる。フィンランド側のランタネンは「スターリンのもっとも天才的な弟子」と評した。
クーシネンは、マルクス・レーニン主義における理論家として、弁証法的唯物論、レーニン主義、共産主義の主要な解釈を提示していた。その一方で、クーシネンはソ連要人の中では比較的「リベラル」であると見なされるむきもある。これは、スターリンの死後、フルシチョフに接近し、フルシチョフの支持の下、急進的な農業、工業、技術開発を内容とする新しい党綱領を起案し、プロレタリア独裁の概念を撤廃し、旧スターリン派やネオ・スターリニストら保守派に恐慌状態を巻き起こしたためである。このため、クーシネンをペレストロイカの思想的先達と評価する向きも一部にはある。
2004年にフィンランド国営放送が放送したテレビ番組「最も偉大なフィンランド人」では38位にランキングされた。
夫人だったアイノ・クーシネンとは、大粛清期にアイノが投獄されたことが機会で関係が冷え切ったが、離婚はしなかった。アイノ没後の1972年に遺言で回想録が公刊された（邦題『革命の堕天使たち』）。

## アイノ夫人の著作
- 『神はその天使を破滅させる　スターリン体制に生きて』島谷逸夫・島谷謙訳、社会評論社、1990年
- 『革命の堕天使たち　回想のスターリン時代』坂内知子訳、平凡社「20世紀メモリアル」、1992年